# Закон и порядок: Специальный корпус (сезон 24)
Премьера двадцать четвертого сезона полицейского процедурала «Закон и порядок: Специальный корпус» состоялась 22 сентября 2022 года на американском телеканале NBC; заключительная серия сезона вышла в эфир 18 мая 2023 года. В общей сложности, двадцать четвертый сезон состоит из двадцати двух эпизодов.

## Сюжет
В системе судопроизводства преступления на сексуальной почве считаются особенно тяжкими. В Нью-Йорке подобные преступления расследуют детективы элитного подразделения, известного как Особый отдел. Это рассказ о них.

## В ролях

### Основной состав
- Маришка Харгитей  - капитан Оливия Бенсон;
- Келли Гиддиш — старший детектив Аманда Роллинс;
- Айс Ти — сержант Фин Тутуола;
- Питер Сканавино — помощник окружного прокурора Доминик «Сонни» Кариси;
- Октавио Писано - младший детектив Джо Веласко;
- Молли Барнетт - младший детектив Грейс Манси;

## Эпизоды
| № общий | № в сезоне | Название                                                           | Режиссёр   | Автор сценария | Дата премьеры    | Зрители в США (млн) |
| --- | ---------- | ------------------------------------------------------------------ | ---------- | -------------- | ---------------- | ------------------- |
| 517 | 1          | «Дай мне приют, Часть II» «Gimme Shelter, Part II»                 | Неизвестно | Неизвестно     | 22 сентября 2022 | 5.47                |
| 518 | 2          | «Того, кого ты кормишь» «The One You Feed»                         | Неизвестно | Неизвестно     | 29 сентября 2022 | 4.62                |
| Группа подростков терроризирует туристов, и отряд специального назначения работает сверхурочно. Макграт объединяет их с бандитским подразделением Бронкса, чтобы найти важную зацепку.         |            |                                                                    |            |                |                  |                     |
| 519 | 3          | «Зеркальный эффект» «Mirror Effect»                                | Неизвестно | Неизвестно     | 6 октября 2022   | 4.16                |
| Бенсон пытается помочь поп-звезде в непростых отношениях. Роллинс пытается справиться со стрессом, связанным с работой, приходя домой. Финн преподает новобранцу урок уважения к сослуживцам.  |            |                                                                    |            |                |                  |                     |
| 520 | 4          | «Шаги, которые мы не можем предпринять» «The Steps We Cannot Take» | Неизвестно | Неизвестно     | 13 октября 2022  | 4.36                |
| Вторжение в дом и похищение приводят спецподразделение к шокирующему открытию. Манси пытается влиться в команду.                                                                               |            |                                                                    |            |                |                  |                     |
| 521 | 5          | «Волнорез» «Breakwater»                                            | Неизвестно | Неизвестно     | 27 октября 2022  | 4.42                |
| Молодой человек обращается за помощью в спецподразделение, подозревая, что его босс охотится на его сестру. Веласко пытается убедить свидетеля, который сопротивляется, дать показания в суде. |            |                                                                    |            |                |                  |                     |
| 522 | 6          | «Контролируемый ожог» «Controlled Burn»                            | Неизвестно | Неизвестно     | 3 ноября 2022    | 3.90                |
| Роллинз расследует нападение мужчины в маске на подпольную вечеринку. Бенсон находит подозреваемого, который может оказаться ценным свидетелем.                                                |            |                                                                    |            |                |                  |                     |
| 523 | 7          | «Мертвый мяч» «Dead Ball»                                          | Неизвестно | Неизвестно     | 10 ноября 2022   | 4.12                |
| Когда дело против популярной спортивной звезды проваливается, Бенсон копается в прошлом подозреваемого, чтобы найти новых жертв. Веласко разочарован, когда встречает одного из своих кумиров. |            |                                                                    |            |                |                  |                     |